# Ząbków
Ząbków – wieś w Polsce położona w województwie mazowieckim, w powiecie sokołowskim, w gminie Sokołów Podlaski. Ma status sołectwa.
| SIMC    | Nazwa          | Rodzaj    |
| ------- | -------------- | --------- |
| 0689154 | Ząbków-Kolonia | część wsi |

W latach 1975–1998 miejscowość administracyjnie należała do województwa siedleckiego.
W Ząbkowie urodził się Feliks Stanisław Jasiński (1862-1901), polski malarz tworzący we Francji.
We wrześniu 1939 roku pod wsią znajdowało się polskie lotnisko 6 dywizjonu bombowego pod dowództwem majora Peszke.
We wsi Ząbków-Kolonia w czasach II wojny światowej znajdował się szpital polowy, w którym zginęło 9 nieznanych żołnierzy Niemieckich. Zostali oni także tam pochowani.
Wierni kościoła rzymskokatolickiego należą do parafii Miłosierdzia Bożego w Sokołowie Podlaskim